# Guila Bustabo
Guila Bustabo  (* 25. Februar 1916 in Manitowoc, Wisconsin; † 27. April 2002 in Birmingham, Alabama) war eine US-amerikanische Geigerin mit einer bemerkenswerten Karriere, welche durch ihre naive politische Haltung während des Zweiten Weltkriegs auf Europa beschränkt blieb. Ihr Spiel war gekennzeichnet durch Intensität und außerordentliche spielerische Fähigkeit.

## Leben
Guila Bustabo ist die Tochter von Alexander und Blanche (Kaderabek) Bustabo. Sie begann im Alter von zwei Jahren Geige zu spielen. Ein Jahr später zog die Familie nach Chicago, Illinois, damit Guila bei Ray Huntington am Chicago Musical College studieren konnte. Noch nicht fünf Jahre alt wechselte sie zu Leon Sametini, einem Schüler des großen belgischen Geigers und Komponisten Eugène Ysaÿe. Neunjährig trat sie erstmals mit dem Chicago Symphony Orchestra und bald auch mit dem Philadelphia Orchestra auf.

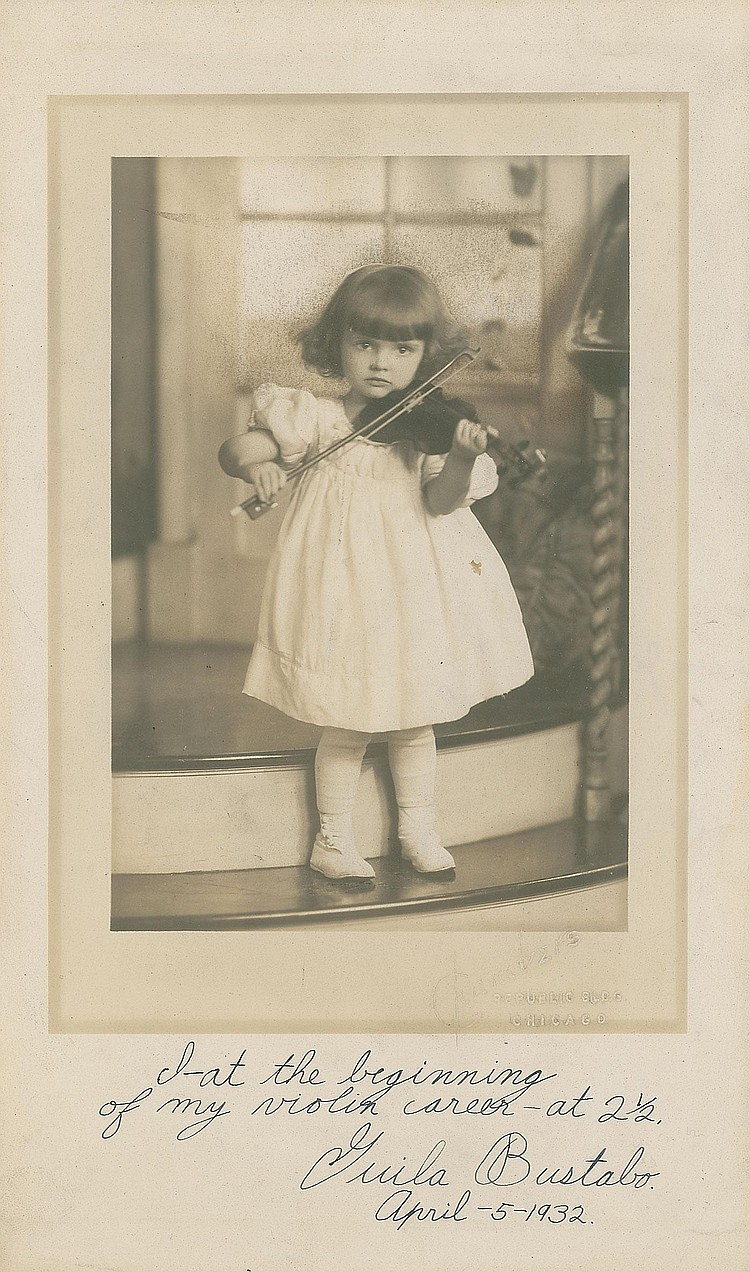
Guila Bustabo im Alter von zweieinhalb Jahren

Noch immer im Alter eines Wunderkindes studierte sie an der Juilliard School of Music in New York City bei Louis Persinger, der auf den Unterricht hochbegabter Kinder spezialisiert war. Der gleichaltrige Yehudi Menuhin war dort ihr Mitschüler.
Ihre Karriere begann als Wunderkind und wurde bis in späte Jahre von ihrer extrem dominanten Mutter bestimmt und auch überschattet.

### Jugend
Mit fünfzehn debütierte sie in der Carnegie Hall mit Henryk Wieniawskis zweitem Violinkonzert (d-moll, Opus 22), ein Jahr später gab sie dort ihren ersten Violinabend, am Klavier begleitet von Lous Persinger. Arturo Toscanini war unter den Zuhörern und förderte von da an ihre Karriere.
Mit achtzehn Jahren bereiste sie Europa und Asien und erhielt eine Violine von 1736 von Guarneri del Gesù, die Muntz, die sehr wahrscheinlich durch eine Gruppe von Gönnern gefördert wurde, der so unterschiedliche Persönlichkeiten wie Fritz Kreisler, Toscanini und die britische Aristokratin Lady Ravensdale angehörten. In der Folge konzertierte sie mit Spitzendirigenten, darunter Wilhelm Furtwängler, Herbert von Karajan, Willem Mengelberg und Sir Thomas Beecham.
Bedeutende Komponisten würdigten ihr Spiel: Jean Sibelius soll über ihre Interpretation seines Violinkonzertes auf seinem Gut 1937 gesagt haben, sie spiele es, wie er es erträumt hatte. Ermanno Wolf-Ferrari schrieb sein Violinkonzert für sie und wurde ihr Klavierpartner auf ausgedehnten Tourneen durch Skandinavien, Deutschland, Italien und Spanien.

### Zweiter Weltkrieg
In dieser Zeit geriet sie zunehmend in faschistische und nationalsozialistische Kreise. Ihre Mutter fasste den verhängnisvollen Entschluss, dass Guila während der Kriegsjahre in Europa blieb. Dem fehlenden politischen Urteil der Mutter ist wohl auch zu verdanken, dass die exzentrische, auch weltfern-naive Künstlerin ohne Bedenken in Nazideutschland und dem von ihm besetzten Ländern sowie im faschistischen Italien und Spanien auftrat – eine Tatsache, die der US-amerikanischen Staatsbürgerin nach dem Krieg schwer angelastet wurde und ihre spätere Laufbahn stark beeinträchtigte.
Ihre Aufführungen unter Willem Mengelberg aus dieser Zeit brachten sie später in konkrete Schwierigkeiten. Der holländische Dirigent hatte mit seinem Amsterdamer Concertgebouw-Orchester von Kriegsbeginn an in diesen Ländern regelmäßig konzertiert, sodass ihm nach dem Krieg verboten wurde, in den Niederlanden aufzutreten.

### Nachkriegszeit
Als dem US-General George S. Patton bekannt wurde, dass Guila Bustabo bei einigen dieser Konzerte die Solistin gewesen war und auch sonst in diesen Ländern intensiv konzertiert hatte, wurde sie in Paris inhaftiert und einem Entnazifizierungsverfahren unterzogen. Das Verfahren wurde zwar später eingestellt, doch blieben ihr die amerikanische Konzertwelt und ein großer Teil der weiteren Konzertszene fortan nahezu völlig verschlossen. Lediglich in Europa fand sie noch Gelegenheiten, ab und zu ihre nach wie vor hinreißende Musikalität, ihre technische Perfektion, Brillanz und kaum fassbare Leichtigkeit, ihre zuweilen exzentrische, aber auch berührende Art des Zupackens und ihren oftmals fast animalisch-intensiven Ton auszuleben.
Trotz dieser Qualitäten dürften neben politischen auch künstlerische Gründe für die Stagnation ihrer Karriere nach dem Krieg verantwortlich sein. Bustabo trat noch als Fünfzigjährige meist wie ein junges Mädchen, ja nahezu wie ein Wunderkind zurechtgemacht, auf und konnte sich nie dem Einfluss ihrer Mutter entziehen, die sie auf Schritt und Tritt begleitete. Der optische Eindruck eines altgewordenen Kindes erschwerte es, ihre Leistungen im Konzert als die einer autonomen Künstlerin wahrzunehmen, und tatsächlich konnte man in ihren Interpretationen wenig von den Reflexionen, Entwicklungen und oftmals krisenhaften Reifeprozessen bemerken, die das Spiel vergleichbarer anderer Künstler aus dem Stadium von Wunderkindern herausführte.
Sie selbst sagte einmal: „Yehudi Menuhin konnte sich von seinen Eltern befreien. Er hatte Glück. Mir ist das niemals gelungen.“

### Professur
1964 übernahm Guila Bustabo eine Professur für Violine am Tiroler Landeskonservatorium in Innsbruck, wo sie in den Jahren zuvor besonders häufig und mit großem Erfolg aufgetreten war, und konzertierte daneben noch über Jahre, zwar selten, aber mit ungebrochener Brillanz. Eine zunehmende Bipolare Störung nötigte sie jedoch, ihre Professur 1970 plötzlich aufzugeben. Sie kehrte samt Mutter und Ehemann in die USA zurück, wo man sie kaum mehr kannte, und spielte fünf Jahre lang in der Violingruppe des Alabama Symphony Orchestra und zuweilen noch als Solistin mit diesem Orchester. 
Ihre 1949 geschlossene Ehe mit dem amerikanischen Militärmusiker Edison Stieg wurde 1976 geschieden. Als Guila Bustabo 2002 im Alter von 86 Jahren starb, hatte sie ihre Mutter Blanche um nur zehn Jahre überlebt.

## Diskographie
- Beethoven, Violinkonzert, Concertgebouw-Orchester, Willem Mengelberg, live 1943, Tahra CD TAH 640.
- Bruch, Violinkonzert g-moll, live, Concertgebouw-Orchester, Willem Mengelberg, 1940.. Rococo LP 2029, neuveröffentlicht  Music and Arts CD- 780, “Willem Mengelberg Public Performances, 1938-1944.”
- Chausson, Poeme, Berliner Symphoniker, Dirigent "Gerd Rubahn", 1952 LP Royale 1339. Der Geiger, wahrscheinlich, aber nicht sicher Bustabo, wird unter dem Pseudonym Karl Brandt geführt. Die Aufnahme ist zweifelhafter Herkunft. "Gerd Rubahn" ist ein Pseudonym, das Royale und angeschlossene Labels benutzten, um die Spuren unerlaubter Veröffentlichungen zu verwischen.
- Dvorak, Violinkonzert, NWDR Sinfonieorchester, Hamburg, Hans Schmidt-Isserstedt live 1955, Tahra CD TAH 640.
- Paganini, Violinkonzert in D Major (Bearbeitung. August Wilhelmj), Berliner Städtisches Orchester, Fritz Zaun, LP Rococo 2031.
- Paganini, Violinkonzert Nr. 1 D-dur (Bearbeitung August Wilhelmj) 1952 LP Royale 1339, das Orchester fälschlich als „Berliner Symphoniker“ bezeichnet, mit „Gerd Rubahn“ als Dirigent. Bustabo, hier sicher die Solistin, ist unter dem Pseudonym „Karl Brandt“ geführt (siehe oben, Chausson, Poeme). Pseudonymveröffentlichung einer RRG (Reichs-Rundfunk-Gesellschaft) Aufnahme vom April 1943: Bustabo mit dem Orchester des Reichssenders München unter Bertil Wetzelsberger.
- Sibelius, Violinkonzert, Städtisches Orchester Berlin, Fritz Zaun. LP Rococo 2031 mit zusätzlichem Material.
- Ermanno Wolf-Ferrari, Violinkonzert, Münchner Philharmoniker, Rudolf Kempe, live Herkulesaal München,  November 1971, A Classical Record CD
- Diverse Stücke von Sarasate, de Falla, Mendelssohn, Chopin, Kreisler, Rubinstein, Suk, Debussy, Pugnani, and Novacek, mit Gerald Moore am Klavier. Einst zusammen erhältlich mit den Konzerten von Sibelius, Paganini, Wolf-Ferrari and Nussio in der später abgebrochenen CD-Serie “The Bustabo Legacy” auf A Classical Record ACR 37, 1993.
- Diverse Stücke von Novacek, Mendelssohn, Kreisler, Sarasate and Paganini with Gerald Moore and Heinz Schröter at the piano, auf CD Symposium 1301. Zusammen mit dem ersten Satz der weiter oben angeführten Aufnahme des Paganini - Violinkonzertes Nr. 1 mit dem Dirigenten Fritz Zaun.